# 무쿠모토촌
무쿠모토촌(椋本村)은 미에현 가와게군에 설치되었던 촌이다. 현재의 쓰시에 해당한다.